# HD 33608
HD 33608，又名BD-02 1165，SAO 131852、HR 1687，是一颗恒星，视星等为5.9，位于銀經203.27，銀緯-23.33，其B1900.0坐标为赤經5h 6m 17.1s，赤緯-2° -23.33′ 51″。